# 纽迪希亚

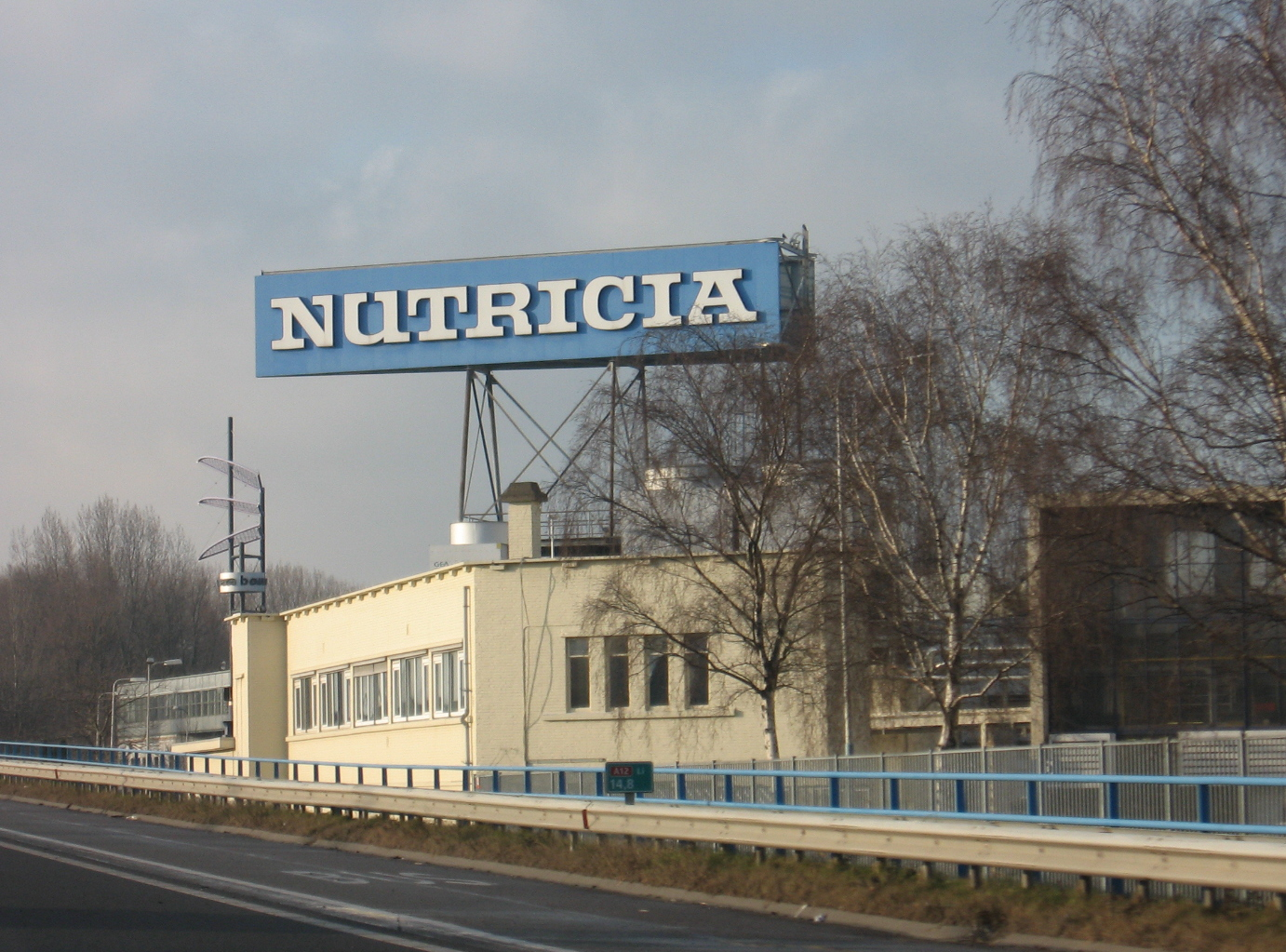
集团总部

纽迪希亚（荷蘭語：Nutricia）是一家荷兰营养品公司。

## 历史
1896年成立于荷兰南荷兰省祖特尔梅尔，1901年更名为现在名字。主要生产婴儿食品和营养品。1981年收购新西兰公司牛栏牌。2007年10月31日法国食品公司达能宣布收购纽迪希亚90%的股份，同年公司从阿姆斯特丹证券交易所退市，成为达能旗下子公司。